# Prodotiscus insignis
Prodotiscus insignis là một loài chim trong họ Indicatoridae.
Loài chim này sinh sống ở Angola, Benin, Cameroon, Cộng hòa Trung Phi, Cộng hòa Congo, Cộng hòa Dân chủ Congo, Bờ Biển Ngà, Ethiopia, Gabon, Ghana, Guinea, Kenya, Liberia, Nigeria, Senegal, Sierra Leone, Nam Sudan, Togo, và Uganda.

## Phân loài
- Prodotiscus insignis flavodorsalis Bannerman, 1923
- Prodotiscus insignis insignis (Cassin, 1856)